# Sztaroatnagulovo
Sztaroatnagulovo (orosz betűkkel: Староатнагулово, baskír nyelven: Иҫке Атнағол) falu Oroszországban, a Baskír Köztársaságban, a Miskinói járásban.

## Népesség
- 2002-ben 147 lakosa volt, melynek 95%-a tatár.
- 2010-ben 83 lakosa volt.